# Hermonassa emodicola
Hermonassa emodicola är en fjärilsart som beskrevs av Charles Boursin 1967. Hermonassa emodicola ingår i släktet Hermonassa och familjen nattflyn. Inga underarter finns listade i Catalogue of Life.